# MTV Movie Awards 2008
17. gala MTV Movie Awards odbyła się 1 czerwca 2008 roku. Prowadzącym uroczystość był Mike Myers.

## Nominacje

### Najlepszy film
- Transformers
- Jestem legendą
- Juno
- Skarb narodów: Księga tajemnic
- Piraci z Karaibów: Na krańcu świata
- Supersamiec

### Najlepszy aktor
- Will Smith – Jestem legendą
- Denzel Washington – Amerykański gangster
- Matt Damon – Ultimatum Bourne’a
- Michael Cera – Juno
- Shia LaBeouf – Transformers

### Najlepsza aktorka
- Ellen Page – Juno
- Amy Adams – Zaczarowana
- Jessica Biel – Państwo młodzi: Chuck i Larry
- Katherine Heigl – Wpadka
- Keira Knightley – Piraci z Karaibów: Na krańcu świata

### Najlepszy czarny charakter
- Johnny Depp – Sweeney Todd: Demoniczny golibroda z Fleet Street
- Denzel Washington – Amerykański gangster
- Angelina Jolie – Beowulf
- Javier Bardem – To nie jest kraj dla starych ludzi
- Topher Grace – Spider-Man 3

### Najlepsza rola komediowa
- Johnny Depp – Piraci z Karaibów: Na krańcu świata
- Amy Adams – Zaczarowana
- Adam Sandler – Państwo młodzi: Chuck i Larry
- Seth Rogen – Wpadka
- Jonah Hill – Supersamiec

### Najlepszy filmowy pocałunek
- Briana Evigan i Robert Hoffman – Step Up 2
- Shia LaBeouf i Sarah Roemer – Niepokój
- Amy Adams i Patrick Dempsey – Zaczarowana
- Katie Leung i Daniel Radcliffe – Harry Potter i Zakon Feniksa
- Ellen Page i Michael Cera – Juno

### Najlepsza scena walki
- Sean Faris i Cam Gigandet – Po prostu walcz!
- Joey Ansah i Matt Damon – Ultimatum Bourne’a
- Hayden Christensen i Jamie Bell – Jumper
- James Franco i Tobey Maguire – Spider-Man 3

### Najbardziej przerażająca kreacja
- Zac Efron i Nikky Blonsky – Lakier do włosów
- Seth Rogen – Wpadka
- Michael Cera, Jonah Hill, i Christopher Mintz-Plasse – Supersamiec
- Megan Fox – Transformers